# Tilly (Indre)
Tilly település Franciaországban, Indre megyében. Lakosainak száma 138 fő (2022. január 1.). Tilly Bonneuil, Chaillac, Lignac, Coulonges-les-Hérolles, Lussac-les-Églises és Saint-Martin-le-Mault községekkel határos.

## Népesség
A település népessége az elmúlt években az alábbi módon változott:
| Lakosok száma | 306  | 229  | 198  | 172  | 144  | 136  | 137  | 139  | 141  | 138  |
|               | 1968 | 1982 | 1990 | 2006 | 2013 | 2015 | 2017 | 2019 | 2020 | 2022 |